# Antiga Casa Figueras
L'antiga Casa Figueras és un establiment situat a la Rambla, 83 de Barcelona, catalogat com a de gran interès (categoria E1). Actualment és una sucursal de la Pastisseria Escribà.

## Història i descripció
Segons sembla, el semoler i carnisser Jaume Figueras i Burull (1827-1877) treballava en un altre local al carrer de Sant Ramon, i posteriorment es va traslladar a la Rambla de Sant Josep.
El 1902 es va reformar la botiga sota la direcció del pintor i escenògraf modernista Antoni Ros i Güell i hi van treballar: Vilà i Domènech pels metalls; Boí, la pintura; Corrius, els marbres; Medemant, la fusteria; F. Lacambra, els treballs de coure; i Badia, la serralleria. Hi destaca el relleu de la cantonada, fet per l'escultor Lambert Escaler, en què es representa una segadora, homenatge a l'activitat que es feia a la vella fàbrica de pastes de sopa, així com la profusa decoració dels portals d'arc de mig punt i els aparadors, amb mosaics policromats realitzats amb la tècnica del trencadís, obra de Mario Maragliano.
En els vitralls, fets al taller Rigalt i Granell, abunden les figures simbòliques femenines. A l'interior també es conserva part de l'ornamentació original, del mobiliari, amb un gran treball de fusteria, així com una escultura de marbre d'una verge, d'estil modernista, obra de Josep Maria Barnadas.
El 1986, el pastisser Antoni Escribà va comprar el local per al seu fill Christian i se'n va restaurar l'exterior i reformar l'interior.